# Marie Fel

Marie Fel av Quentin de La Tour (1757).

Marie Fel, född 24 oktober 1713 i Bordeaux, död 2 februari 1794 i Paris, var en fransk operasångerska. 
Fel var dotter till organisten Henry Fel och elev till Christina Antonia van Loo. Hon debuterade på Parisoperan 1733 och hade en framgångsrik karriär. Hon framträdde regelbundet på Concert spirituel. Hon avslutade sin karriär 1758, men fortsatte göra gästframträdanden fram till 1769. Hon hade ett förhållande med Maurice Quentin de La Tour och beundrades av den samtida konstnärseliten. Hon var mentor till Sophie Arnould.